# Mikrolišejník
Mikrolišejník je lišejník s velmi malou (nejčastěji tzv. korovitou) stélkou, k jehož podrobnému zkoumání se používá zvětšovacích přístrojů. Tyto lišejníky tvoří zejména povlaky na kamenech a borce stromů. Někdy vytváří nápadné barevné povrchy, jako například mapovník zeměpisný (Rhizocarpon geographicum) či sírově žlutý Chrysothrix chlorina.
Mezi další mikrolišejníky patří rody Absconditella, Thelocarpon, Vezdaea, většina druhů rodů Arthonia, Micarea, atd.